# Deadborn
Deadborn ist eine deutsche Technical-Death-Metal-Band aus Baden-Baden in Baden-Württemberg, die im Jahr 2002 gegründet wurde.

## Geschichte
Die Band wurde im Jahr 2002 gegründet. Im Jahr 2004 erschien mit Decades of Decapitation ihre erste EP in Eigenveröffentlichung. Die EP wurde von Christoph Brandes in den Iguana Studios in Freiburg im Breisgau produziert und im Jahr 2005 unter Sylphony Creations wiederveröffentlicht. Das Debütalbum Stigma Eternal erschien im Jahr 2007 über Massacre Records. Im selben Jahr folgte außerdem eine Tour mit Disbelief und Graveworm durch Europa sowie im Folgejahr eine weitere mit Hate Eternal und Cephalic Carnage. Anschließend spielte die Band eine kleine Tour mit Dying Fetus, sowie mit Six Feet Under, Obscura und Aeon. Im April 2012 erschien das zweite Album Mayhem Maniac Machine über Apostasy Records, das dritte Album Dogma Anti God im Dezember 2018 (Apostasy Records).

## Stil
Die Band spielt Technical Death Metal, der von Thomas Gschwendner mit der Musik von Necrophagist verglichen wird, wobei vor allem stimmlich beide Bands sich stark ähneln sollen. Zudem wird die Band von Gschwendner mit Gruppen wie Suffocation und Deeds of Flesh verglichen.

## Diskografie
- 2004: Decades of Decapitation (EP, Eigenveröffentlichung, Wiederveröffentlichung 2005 über Sylphony Creations)
- 2007: Stigma Eternal (Album, Massacre Records)
- 2012: Mayhem Maniac Machine (Album, Apostasy Records)
- 2018: Dogma Anti God (Album, Apostasy Records)